# CFE-szerződés
A CFE-szerződés (angolul Conventional Armed Forces in Europe, jelentése Hagyományos fegyveres erők Európában) a hidegháborút követő megállapodás a felek között, melyben maximálják egymás hagyományos (nem nukleáris, biológiai, vegyi) katonai eszközeinek és haderőinek létszámát és annak változásáról egymást értesítik, illetve a létszámot ellenőrző bizottság munkáját nem befolyásolják. A szerződés hatálya Európa geográfiai határai között értelmezett, tehát az Atlanti-óceántól az Urálig terjed. A limitált szám feletti eszközöket nyilvánosan, a bizottság által ellenőrzött keretek között megsemmisítik. A szerződést 1990. november 19-én Párizsban írták alá, ami a két szemben álló fegyverszövetség – a NATO és a Varsói Szerződés – tagjainak nyilvános „megbékélésének” tekinthető.
A szerződést később – az 1999-es isztambuli csúcson – kibővítették, „módosított” CFE-szerződésnek (Adapted Conventional Armed Forces in Europe Treaty), vagy CFE-II-nek is nevezik. Az 1999 novemberében aláírt szerződés a megváltozott geopolitikai események hatására jött létre. A szerződés teljes körű végrehajtását a NATO-tagok megtagadták, feltételként az orosz csapatok Moldovából és Grúziából való kivonását tűzték ki. Moszkva ugyan később megkezdte kivonását, de mértékét a NATO-tagok elégtelennek tartották.
Moszkvai idő szerint 2007. december 12-én 00:00-tól Oroszország felfüggesztette a CFE-szerződés végrehajtását. Okokként a kibővült NATO megnőtt fegyveres erejét (csökkentést követel) és a balti országok szerződéshez nem csatlakozását rótta fel.

## Külső hivatkozások
- The Conventional Armed Forces in Europe (CFE) Treaty at a Glance – Fegyverellenőrző Szövetség
- A Szerződés szövege – US SoD
- Az orosz felfüggesztés. – Az Oroszországi Föderáció Külügyminisztériuma
- Kremlin tears up arms pact with Nato – the Observer
- Putyin ultimátuma a NATO-tagoknak – origo.hu
- Ukrán CFE ellenőrzőcsoport a tatai dandárnál